# Zoom Video Communications
Zoom Video Communications is een Amerikaans softwarebedrijf voor teleconferentieservice. Met het platform kunnen videoconferenties, online-vergaderingen, chatsessies en mobiele samenwerking georganiseerd worden.

## Geschiedenis
In 2011 werd het bedrijf opgericht door Eric Yuan. Daarvoor werkte hij voor Cisco Systems en met 40 collega's begon hij een nieuw bedrijf onder de naam Saasbee, Inc. In mei 2012 veranderde de naam in Zoom. In september 2012 werd een eerste dienst aangeboden waarmee conferenties met maximaal 15 videodeelnemers konden meedoen. In november 2012 werd de eerste klant binnengehaald. De belangrijkste activiteit is nog altijd het aanbieden van een digitaal platform voor videoconferenties, online-vergaderingen en chatsessies. Het bedrijf realiseerde in 2019 voor het eerst een winst en ging hetzelfde jaar naar de beurs. Op 18 april ging de handel van start en de eerste handelsdag sloot het aandeel 72% hoger op een koers van US$ 62. Tegen die koers had het een beurswaarde van US$ 15,9 miljard. Op 30 april 2020 werd het opgenomen in de NASDAQ-100 aandelenindex.
In juli 2021 werd de overname bekend gemaakt van het Amerikaanse bedrijf Five9. Zoom is bereid US$ 14,7 miljard te betalen. Five9 maakt software waarmee bedrijven met hun klanten in contact kunnen komen vanaf elke locatie. De software zal toegevoegd worden aan de Zoom Phone-dienst, de eigen VoIP-dienst van Zoom.

## Kenmerken
De basisversie voor gebruik van het platform is gratis, maar kent beperkingen in de duur van de sessie, en het aantal deelnemers. Er moet betaald worden voor de bedrijfsversies; deze versies bevatten tevens meer mogelijkheden.
Een opmerkelijke functie is de videoconferentie met gedeeld scherm en mogelijkheid tot het afspelen van film. De service wordt als bijzonder betrouwbaar beschouwd en wordt daarom ook in de Verenigde Staten gebruikt voor school- en universitaire cursussen. Er rijst echter ook kritiek op het bedrijf, op het gebied van gegevensbescherming en -beveiliging.
Het Zoom-platform werd tijdens de coronapandemie van 2020 en 2021 intens gebruikt voor videoconferenties, niet alleen in onderwijsinstellingen, maar ook voor sociale ontmoetingen. Veel mensen konden door de bezoekersbeperkingen die golden tijdens de lockdowns niet bij elkaar komen. Via Zoom konden ze dan op afstand met elkaar praten.

## Kritiek

### Zoombombing
Bij Zoombombing maken kwaadwillende gebruikers misbruik van onveilige basisinstellingen van de software, vooral in de gratis versie. Ze mengen zich in videoconferenties en irriteren de deelnemers met hinderlijke interventies, de zogenoemde “zoombombardementen” of “zoombombing”. Dit kan vermeden worden door de call te beveiligen met een wachtwoord, en met een wachtkamer te werken. Zoom heeft daarop zijn beveiliging opgevoerd, vooral sinds de zoombombardementen en hackschandalen. Sommige extra functies, zoals vergadercode, wachtkamers en sterke codering, bieden betere beveiliging en privacy. 

### Privacy
Op Zoom is kritiek geuit omdat het bedrijf zich schuldig zou maken aan zogenaamd "digitaal hamsteren", onder andere het verzamelen en bewaren van "de inhoud van cloudopnames en berichten, bestanden, whiteboards en de mogelijkheid van werkgevers om werknemers op afstand in het oog te houden; de Electronic Frontier Foundation waarschuwt dat beheerders op elk moment kunnen deelnemen aan eender welke oproep "zonder toestemming van of waarschuwing aan de deelnemers van de oproep".